# مدينة باتانجاس
مدينة باتانجاس (بالإنجليزية: Batangas City) هي مدينة في الفلبين، تتبع باتانغاس، هي عاصمة باتانغاس، بلغ عدد سكانها 329٬874  نسمة، في 1 أغسطس 2015، تبلغ مساحتها 282٫96 كيلومتر مربع، رمزها البريدي هو 4200.

## الموقع
تشترك في الحدود مع:
- San Pascual, Batangas [الإنجليزية]‏.

## مدن توأم
المدن التوأم:
- ريو دي جانيرو
- لانغنفلد.

## التقسيمات الإدارية
- Bilogo [الإنجليزية]‏
- San Jose Sico [الإنجليزية]‏.

## أعلام
- جوزيه بيريز